# Felix III.
Svatý Felix III. (též Felix IV., počítá-li autor při číslování jména též vzdoropapeže Felixe II; zemřel 530) byl papež katolické církve od roku 526 (uvádí se 13. červenec) do roku 530 (uvádí se 22. září). Zvolen byl na přání ostrogótského krále Theodoricha.

## Odkazy

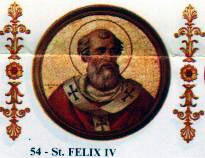
Portrét papeže sv. Felixe III. v bazilice sv. Pavla za hradbami